# Frankenstein: The Monster Returns
Frankenstein: The Monster Returns (în română: Frankenstein: Monstrul se întoarce) este un joc video de acțiune pentru Nintendo Entertainment System dezvoltat de Bandai și lansat în 1991.

## Poveste
Acțiunea se concentrează în jurul monstrului lui Frankenstein care este readus la viața și răpește o fată, Emily. Eroul (care este denumit de jucător), un tânăr aventurier, pleacă în căutarea ei. De-a lungul călătoriei, acesta luptă cu diverși inamici și creaturi stranii (printre care și o personificare a Morții) care au invadat de asemenea satul și împrejurimile. Eroul va trebui mai apoi să lupte cu monstrul lui Frankenstein (care este numit „Frankenstein”) pentru încheierea jocului.